# Vladimir Obukhov
Vladimir Borisovich Obukhov (tiếng Nga: Владимир Борисович Обухов; sinh ngày 8 tháng 2 năm 1992) là một cầu thủ bóng đá người Nga. Anh thi đấu cho F.K. Kuban Krasnodar.

## Sự nghiệp câu lạc bộ
Anh ra mắt tại Giải bóng đá ngoại hạng Nga cho F.K. Spartak Moskva vào ngày 15 tháng 4 năm 2012 trong trận đấu với F.K. Rubin Kazan.